# Самукава (Канаґава)

35°22′23″ пн. ш. 139°23′3″ сх. д. / 35.37306° пн. ш. 139.38417° сх. д.
Самука́ва (яп. 寒川町, さむかわまち, МФА: [samukawa mat͡ɕi̥]) — містечко в Японії, в повіті Кодза префектури Канаґава. Станом на 1 квітня 2009 площа містечка становила 13,42 км². Станом на 1 липня 2011 населення містечка становило 47 503 осіб.